# Klaus Werner Eichhorn
Klaus Werner Eichhorn (* 18. Juli 1938 in Darmstadt; † 6. Januar 1994 in Neustadt an der Weinstraße) war ein deutscher Agrarwissenschaftler, Phytopathologe und Rebschutzexperte.

## Leben
Eichhorn absolvierte eine Winzerlehre, besuchte dann die Weinbauschule Veitshöchheim und Bad Kreuznach, erwarb das Abitur im Abendgymnasium, studierte ab 1963 an der Landwirtschaftlichen Hochschule Hohenheim und trat dem Corps Germania Hohenheim bei. Mit einer Arbeit zu Ertragsstruktur und Beerenwachstum der Reben bei Professor Gerhardt Alleweldt wurde er 1969 zum Dr. sc. agr. promoviert. Nach zweijähriger Assistentenzeit in Hohenheim begann sich Eichhorn 1971 durch Bearbeitung eines Forschungsauftrages an der Staatlichen Lehr- und Forschungsanstalt für Wein-, Obst- und Gartenbau in Neustadt an der Weinstraße auf den höheren landw. Dienst des Landes Rheinland-Pfalz vorzubereiten. Unter Ernennung zum Landwirtschaftsrat wurde er 1973 in der Abteilung Phytomedizin der Neustädter Landesanstalt tätig und 1975 mit ihrer Leitung betraut.
Gleichzeitig führte Eichhorn einen Lehrauftrag an der Universität Kaiserslautern aus, die ihn 1986 zum Honorarprofessor ernannte. Die ehrenamtliche Tätigkeit des inzwischen zum leitenden Landwirtschaftsdirektor berufenen, in allen Fragen kompetenten Weinbaufachmannes hat sich immer stärker ausgedehnt. Er war Leiter des Rebschutzdienstes in Rheinland-Pfalz, übernahm  bei der Biologische Bundesanstalt Braunschweig die Aufgaben des Obmannes für Rebschutz und leitete jahrelang den Arbeitskreis Pflanzenschutz im Forschungsring des Deutschen Weinbaus. In dieser Zeit entstand die "Beschreibung der Wachstumsstadien der Reben nach Eichhorn/Lorenz", die viele Jahre als Standard in Forschung und Lehre verwendet wurde. Eichhorn hat zudem zahlreiche Aufsätze zum Rebschutz verfasst und war Mitherausgeber und Mitautor der Gemeinschaftsschrift (Schirra/Eichhorn/Tretzel/Louis) "Integrierter Pflanzenschutz im Weinbau".